# Terung
Terung is een bestuurslaag in het regentschap Magetan van de provincie Oost-Java, Indonesië. Terung telt 1507 inwoners (volkstelling 2010).